# Cefpodoxima
Cefpodoxima è un antibiotico appartenente alla classe delle cefalosporine di terza generazione. In commercio si trova il suo profarmaco, cefpodoxima proxetil, somministrato per via orale.
La Cefpodoxima inibisce la sintesi della parete cellulare bloccando la fase di transpeptidazione del peptidoglicano.
È stata brevettato nel 1980 e approvata per uso medico nel 1989.

## Usi
La cefpodoxima è attiva contro la maggior parte degli organismi Gram-positivi e Gram-negativi. Lo spettro include anche batteri difficili come Pseudomonas aeruginosa, Enterococcus e Bacteroides fragilis.
È comunemente usata per trattare l'otite media acuta, la faringite, la sinusite e la gonorrea. Trova anche uso come terapia di mantenimento in seguito a trattamento con cefalosporine per via endovenosa (come il ceftriaxone). È anche indicata nella polmonite acquisita in comunità, infezioni della pelle non complicate e infezioni del tratto urinario non complicate.
Per evitare l'insorgenza di resistenza batteriche che lo renderebbero inefficace, il farmaco deve essere prescritto sotto controllo medico e impiegata sui batteri sensibili alle cefalosporine rispettando i tempi prescritti.

## Controindicazioni
Il farmaco può dare fenomeni allergici in pazienti che hanno riscontrato precedente allergia alle penicilline. Va usata con precauzione in caso di insufficienza renale o epatica, in gravidanza e allattamento.

## Effetti collaterali
Fra gli effetti collaterali si riscontrano diarrea, nausea, vomito.